# Pachykellya edwardsi
Pachykellya edwardsi är en musselart som beskrevs av F. Bernard 1897. Pachykellya edwardsi ingår i släktet Pachykellya och familjen Neoleptonidae. Inga underarter finns listade i Catalogue of Life.